# Константинос Думбиотис
Константинос Теофилу Думбиотис (на гръцки: Κωνσταντίνος Θεοφίλου Δουμπιώτης), е гръцки революционер, участник в Гръцката война за независимост.

## Биография
Константинос Думбиотис е роден в 1793 година в халкидическото македонско село Думбия. Според молба на съпругата му Султана от 1865 година, преди Гръцкото въстание Константинос е на османска служба като субашия в Мадемските села. Заедно с братята си Василикос (1794 - 1853), Стерьос, Николаос (1796), Полихронис (1806 - 1832) и други думбенци и мадемци, Константинос участва под ръководството на Емануил Папас в Халкидическото въстание в 1821 година.
След разгрома на въстанието, през ноември 1821 година, по свидетелството на Николоас Думбиотис, Константинос заминава за Негуш, където заедно с Анастасиос Каратасос организира Негушкото въстание.
След разрушаването на Негуш в 1822 година, през Аспропотамос и Загора, Константинос Думбиотис стига до Скопелос. От май 1822 година е и най-ранното споменаване на името му - в документ, пазен в Музея „Бенаки“, за размяна на османски пленник на Скопелос. Константинос Думбиотис участва с Каратасос и с други македонци в много битки от Войната за независимост в Южна и Централна Гърция: при Скиатос през 1823 година срещу Топал паша, при Неокастро в Пелопонес през 1825 година срещу Ибрахим паша, отбраната на Хидра 1824 - 25 година, при Трикери в 1823 и 1827 година, при Аталанти през 1827 година, при Врисакия на Евбея през 1822 година, при Арахова през 1832 година, при Тива.
По време на Гражданската война през 1824 - 1825 година Думбиотис се бие на страната на фракцията на Йоанис Колетис в Пелопонес. Запазени са няколко писма, които очертават пътя му с войските на Колетис. През март 1825 година, след предложение на Колетис, той е произведен в генерал. Според обвиненията срещу него, между 1826 и 1828 година, действа като пират.
Затворен е от Йоанис Каподистрияс на остров Егина в периода 1828 - 1829 година и губи поста си в редовната армия. От 1822 до 1828 година постоянното му местожителство е в Глоса на Скопелос и в 1826 година жителите на Скопелос в призовават правителството да го освободи от задълженията му. След освобождаването му от затвора през февруари 1829 година, той е назначен за петстотник в батальона на Цамис Каратасос, а през ноември 1831 година е назначен за командир на XIV батальон. През същата година първоначално последва Цамис Каратасос в движението срещу Августинос Каподистрияс, но по-късно се завръща в редовната армия. През януари 1832 г. той е обсаден от Анагностис Пецавас в Давлия. През 1833 година Константинос Думбиотис участва с Тедорос Колокотронис в опита за преврат срещу регентството. Затворен е заедно с Колокотронис, но благодарение на намесата на Колетис е освободен и не е изправен пред съда.
След разпускането на батальона, през 1836 година Константинос Думбиотис е назначен като втори лейтенант във втората тетрархия на Халкида, под командването на капитан Николаос Криезотис. Установява се за постоянно заедно със семейството си в Халкида, в къща до църквата „Свети Димитър“. Уволнява се от войската през 1840 година и умира в 1848 година в Халкида.
Със съпругата си Султана имат три дъщери, една от които е женена за сина на Ангел Гацо. Негов внук е андартският капитан Димитриос Думбиотис.